# Lovers (album Hanny Pakarinen)
Lovers – trzeci studyjny album fińskiej piosenkarki Hanny Pakarinen wydany przez RCA 14 lutego 2007 w Finlandii oraz 23 maja 2007 w Europie. Album był promowany singlami "Go Go", "Leave Me Alone" i "Hard Luck Woman". Jednak to z drugiego singla płyta jest najbardziej znana, gdyż to właśnie z tym utworem Hanna Pakarinen wystąpiła w finale Eurowizji, w którym piosenkarka zajęła 17. miejsce. Po konkursie Eurowizji album "Lovers" został w maju wydany w pozostałych krajach Europy, stając się zarazem pierwszym dziełem Pakarinen zrealizowanym poza rodzimą Finlandią.
Album osiągnął trzecie miejsce na fińskiej liście albumów, jest to pozycja niższa niż wcześniejsze dwie płyty, ale za to plasował się w tym zestawieniu dwukrotnie dłużej, niż "When I Become Me" i "Stronger". Po odnotowaniu 15 000 sprzedanych sztuk (w samej Finlandii) album uzyskał status złotej płyty.

## Single
- "Go Go" to pierwszy singiel promujący album "Lovers", powstał także teledysk do tego utworu.
- "Leave Me Alone", drugi singiel z tej płyty stał się pierwszą piosenką Pakarinen znaną poza granicami Finlandii. Został wykorzystany przez Hannę w reprezentowaniu Finlandii w konkursie Eurowizji w 2007 roku. Stał się numerem 11. w Finlandii i 8. w Szwecji. W Wielkiej Brytanii zajął 122. miejsce. Jest to także drugi utwór z "Lovers", do którego utworzono teledysk.
- "Hard Luck Woman" został uznany za trzeci i ostatni singiel z albumu. Nie wziął udziału w żadnym zestawieniu.

## Lista utworów
1. "It Ain't Me" (Magnusson/Rämström/Vuorinen) – 3:35
2. "Go Go" (Lofts/Wermerling)Small Text – 3:03
3. "Leave Me Alone" (Vuorinen/Huttunen/Pakarinen) – 3:34
4. "Tell Me What To Do" (Kurki/Pakarinen) – 3:53>
5. "You Don't Even Know My Name" (Laine/Vuorinen) – 3:43
6. "Heart Beating Steady" (Kurki/Pakarinen) – 3:24
7. "Tears You Cry" (Korkeamäki/Kettunen) – 3:05
8. "Free" (Kurki/Pakarinen) – 3:33
9. "It Ain't Gonna Happen" (Korkeamäki/Pakarinen/Kettunen) – 3:09
10. "Lovers" (Laiho/Kurki/Pakarinen) – 3:48
11. "Hard Luck Woman" (Rake) – 4:18
12. "Stronger Without You" (bonus track w Europie) (Landin/Larsson/Junior) – 3:27
13. "Love Is Like A Song" (bonus track w Europie) (Elofson/Kolehmainen/Lipp) – 4:02

## Teledyski
- "Go Go"
- "Leave Me Alone"